# Władysław Chrapusta
Władysław Chrapusta (ur. 1896 w Łoponiu, zm. 1982 w Warszawie) – polski dziennikarz, wydawca, znawca stenografii, bibliofil, filatelista, kolekcjoner ekslibrisów, dyplomata, hebraista, tłumacz, żołnierz.

## Życiorys
Syn Stanisława. Brał udział w I i II wojnie światowej oraz walkach z bolszewikami. Jako dyplomata pracował w Izraelu. Zmarł 28 stycznia 1982 w Warszawie. Został pochowany na starym cmentarzu na Służewie przy ul. Fosa w Warszawie.

## Publikacje
- O stenografję w szkołach województwa śląskiego (1924)
- Księga pamiątkowa III. Kongresu Stenografów Polskich systemu Gabelsbergera-Polińskiego 8.-9. czerwca 1924 w Królewskiej Hucie (1924)
- Dzieje stenografji (1931, współautorzy:  Stefania Bobrowska, Szymon Taub)
- Bibliografja stenografji polskiej. Oraz Indeks rzeczowy i imienny do dziejów (1933, współautor: Szymon Taub)
- Halifat mikhtavim beyn Hayim Nahman Byalik u-beyn Vladislav Hrapustah (1947, współautor: Hayyim Nahman Bialik)

## Odznaczenia i ordery
- Srebrny Krzyż Zasługi (1953)[2]